# 샷건 메시아
샷건 메시아(Shotgun Messiah)는 1985년에 결성된 셰브데 출신의 스웨덴의 글램 메탈 밴드이다.